# Juan Saavedra (futbolista)
Juan Alberto Saavedra García (Huacho, 21 de abril de 1970) es un exfutbolista peruano que desempeñaba de mediocampista.

## Trayectoria
Nació en Huacho en 1970, su padre también futbolista Modesto Saavedra fue campeón de la selección de Huacho, también sus hermanos Alfredo Saavedra y Eduardo Saavedra en seno de una familia humilde.
Su trayectoria inicia en diversos clubes del mismo Huacho luego se iría a las divisiones de Alianza Lima subiendo al primer equipo en 1989 debutando de titular frente a ALEU (victoria blanquiazul por 1 a 0), en 1992 es mandado a préstamo a Sipesa siendo unos de los mejores del plantel y ganando el torneo zonal. Vuelve a Alianza en 1993 haciendo una excelente campaña quedando subcampeones y clasificando a la Copa Libertadores al ganarle a Sporting Cristal por penales junto a su compañero Waldir Sáenz, ya para el año 1994 tuvo un rendimiento aceptable quedando subcampeones otra vez.
Para el año 1995 llega al club del norte, Aurich-Cañaña, lastimosamente estuvo solo un año en el club, saliendo por problemas económicos. 
En 1996 llega al Sport Boys tuvo un rendimiento excelente en ese año dando asistencias y goles. Al año siguiente llegaría al Cienciano donde tuvo buenas actuaciones siendo entre los mejores del plantel. 
Volvería a Alianza en 1998 siendo unas las figuras del plantel junto con Claudio Pizarro y Sandro Baylón, lastimosamente al siguiente año no pudo jugar casi todo el torneo apertura por problemas de lesión. Su último partido fue frente a Universitario a favor de los cremas 1 a 0. A mitad de año se va al Juan Aurich, donde tuvo un rendimiento aceptable.
Después pasaría por diversos clubes hasta retirarse en 2004  en el Sport Boys a la edad de 34 años, también fue asistente técnico en diversos equipos de Perú.

## Clubes
| Club                 | País | Año       |
| -------------------- | ---- | --------- |
| Alianza Lima         | Perú | 1989-1991 |
| Ovación Sipesa       | Perú | 1992      |
| Alianza Lima         | Perú | 1993-1994 |
| Aurich-Cañaña        | Perú | 1995      |
| Sport Boys           | Perú | 1996      |
| Cienciano            | Perú | 1997      |
| Alianza Lima         | Perú | 1998-1999 |
| Juan Aurich          | Perú | 1999      |
| Deportivo Municipal  | Perú | 2000      |
| Deportivo UPAO       | Perú | 2000      |
| Coopsol Trujillo     | Perú | 2001-2002 |
| Coronel Bolognesi FC | Perú | 2003      |
| FBC Melgar           | Perú | 2003      |
| Sport Boys           | Perú | 2004      |

## Palmarés

### Campeonatos regionales
| Título               | Título               | Club           | País | Año  |
| -------------------- | -------------------- | -------------- | ---- | ---- |
| Torneo Metropolitano | Torneo Metropolitano | Alianza Lima   | Perú | 1989 |
| Torneo Metropolitano | Torneo Metropolitano | Alianza Lima   | Perú | 1990 |
| Torneo Zonal         | Torneo Zonal         | Ovación Sipesa | Perú | 1992 |